# Vierwaldstättersee
Der Vierwaldstättersee (französisch Lac des Quatre-Cantons; italienisch Lago dei Quattro Cantoni, Lago di Lucerna; rätoromanisch Lai dals Quatter Chantuns) ist ein von Bergen der Voralpen umgebener Alpenrandsee in der Zentralschweiz. Er liegt auf dem Gebiet der Kantone Uri, Schwyz, Unterwalden (d. h. Nid- und Obwalden) und Luzern. Die grössten Orte am Ufer sind Luzern, Küssnacht, Horw und Brunnen. Der See ist 114 km² gross, liegt auf einer Höhe von 433 m ü. M. und ist 214 m tief. Da es sich um einen charakteristischen Zungenbeckensee mit mehreren Zweigbecken handelt, ist die Uferlänge im Bezug zur Seefläche mit etwa 150 km relativ gross.

## Name
Seinen Namen hat der Vierwaldstättersee von den vier an ihn angrenzenden Waldstätten (heutige Kantone). Bis ins 16. Jahrhundert wurde die Bezeichnung Luzerner See verwendet, die auch heute in verschiedenen Sprachen – beispielsweise im Englischen als Lake Lucerne – vorkommt.

## Entstehung
Der Vierwaldstättersee entstand in den Eiszeiten, u. a. der letzten Eiszeit, durch Erosion des Reussgletschers. Der See bildete sich als Gletscherrandsee am Ende der Eiszeit vor rund 12'000 Jahren. Im Gletschergarten Luzern zeigt eine Dokumentation die Geschichte der Alpen, der Eiszeiten und der Gletscher in den Zentralalpen.

## Geographie

### Zufluss
Die Hauptzuflüsse des Vierwaldstättersees sind die Reuss mit der Einmündung zwischen Flüelen und Seedorf, die Engelberger Aa zwischen Buochs und Ennetbürgen, die Sarneraa bei Alpnachstad und die Muota bei Brunnen. Die Reuss fliesst mit einem starken Gefälle aus dem Gotthardmassiv und führt grosse Mengen Geschiebe mit sich, so dass sich das Reussdelta im Laufe der Zeit um 10 km nach Norden in den Urnersee hinein erweitert hat.
Im Urnersee im Bereich des Reussdeltas zwischen Flüelen und Seedorf wurde von 2001 bis 2005 mit dem Ausbruchmaterial des Umfahrungstunnels Flüelen und des Gotthard-Basistunnels der Seegrund teilweise wieder aufgeschüttet. Es entstanden Flachwasserzonen, die durch den Kiesabbau verschwunden waren, und einige neue Inseln: die Neptun-Inseln und die Inselgruppe Lorelei. Einige der Inseln sind Vogelschutzgebiet. Im Naturschutzgebiet erlaubt der Reussdeltaturm die Beobachtung der Fauna.
Kleinere in den Vierwaldstättersee einmündende Gewässer sind der Gruonbach, der Isentalerbach, der Riemenstaldner Bach, der Choltalbach von Emmetten, der Lielibach bei Beckenried, der Teuffibach, der Mehlbach, die Kleine Schlieren bei Alpnachstad, zehn Bäche am Ostabhang des Pilatus (darunter Mühlebach, Steinibach bei Horw, Widebach, Fridbach, Feldbach und Steinibach bei Hergiswil) und der Würzebach in Luzern.

### Gliederung

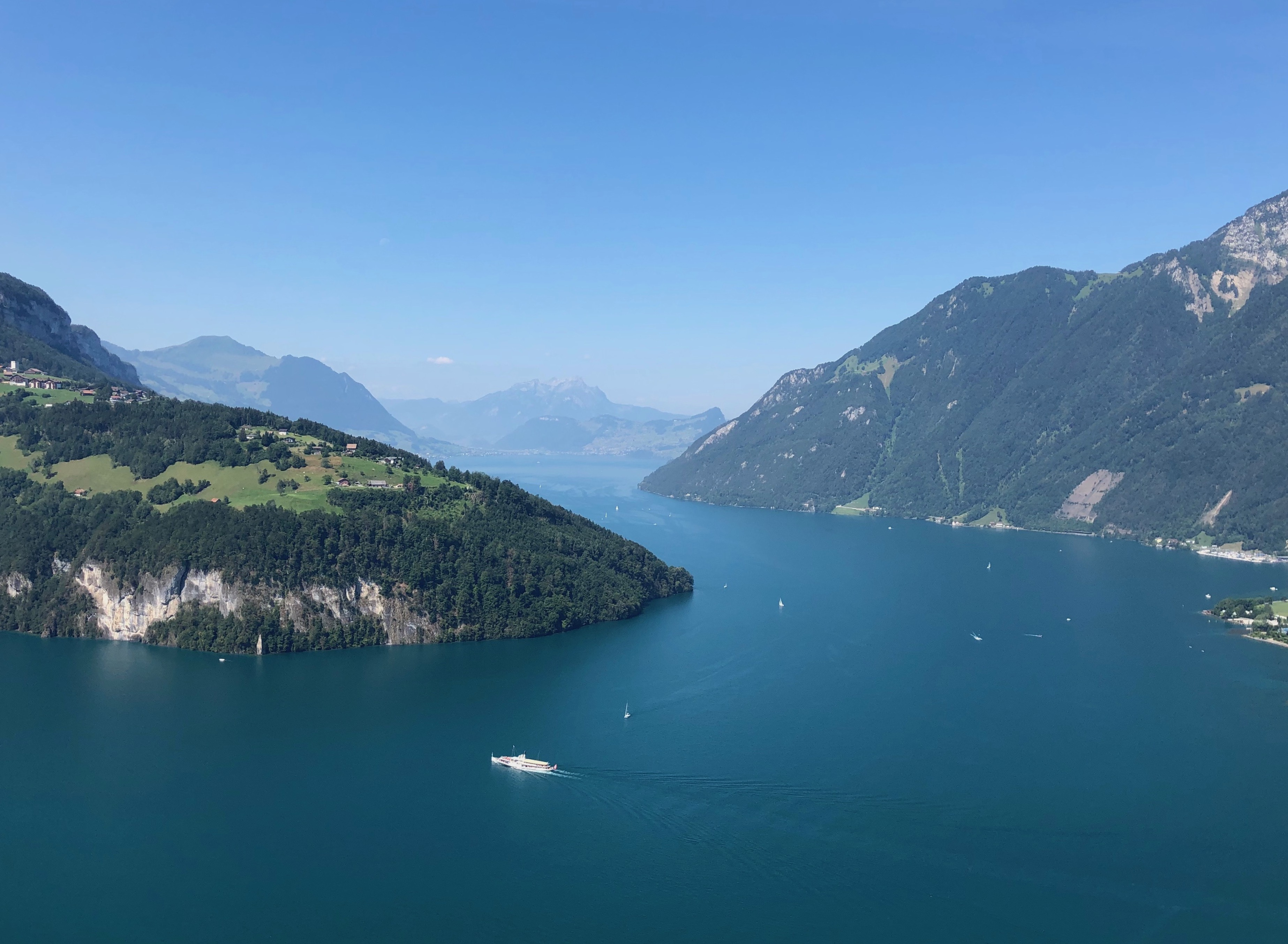
Blick von Morschach nach Norden. Auf dem See die Uri.

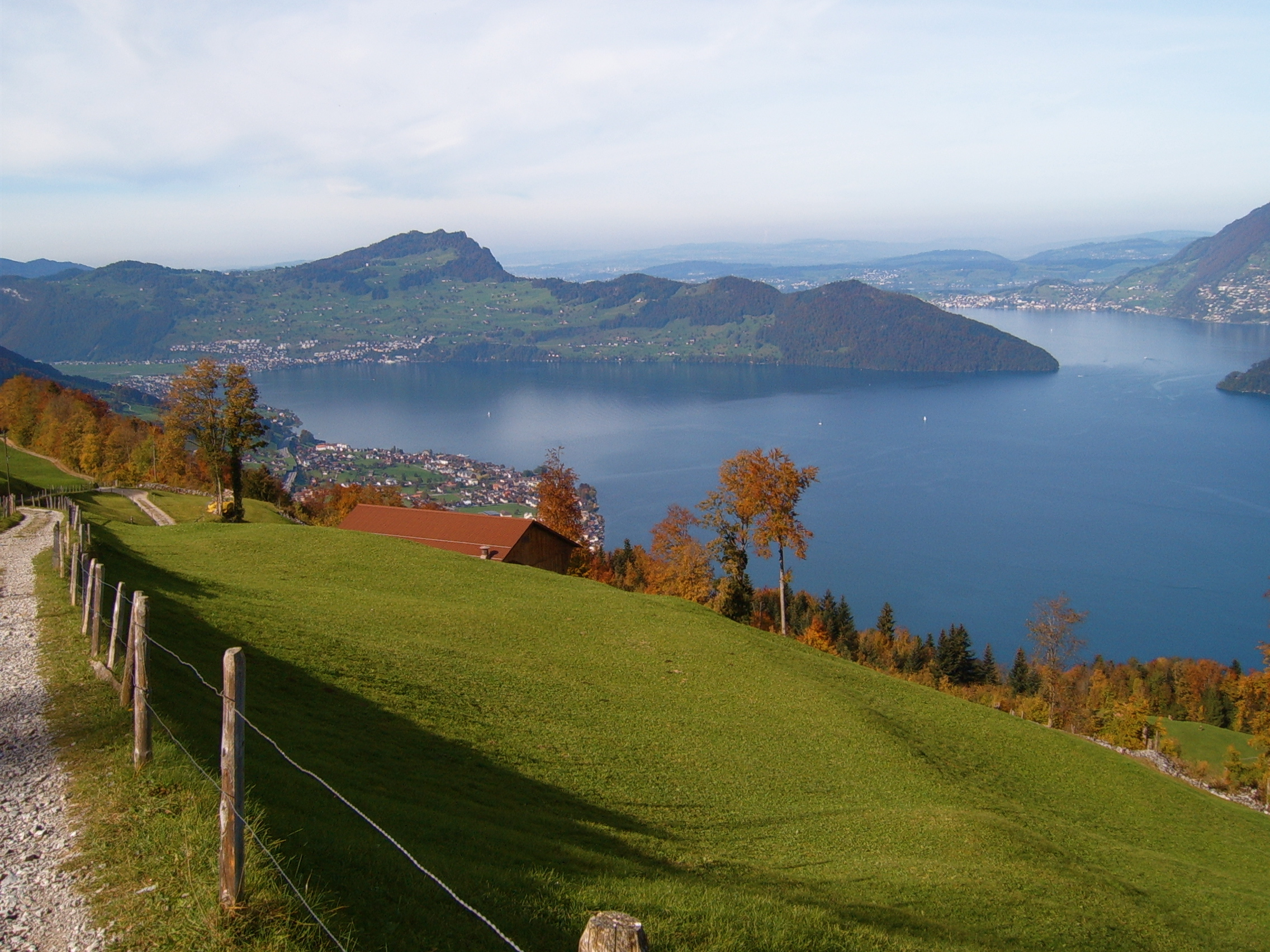
Buochser Bucht

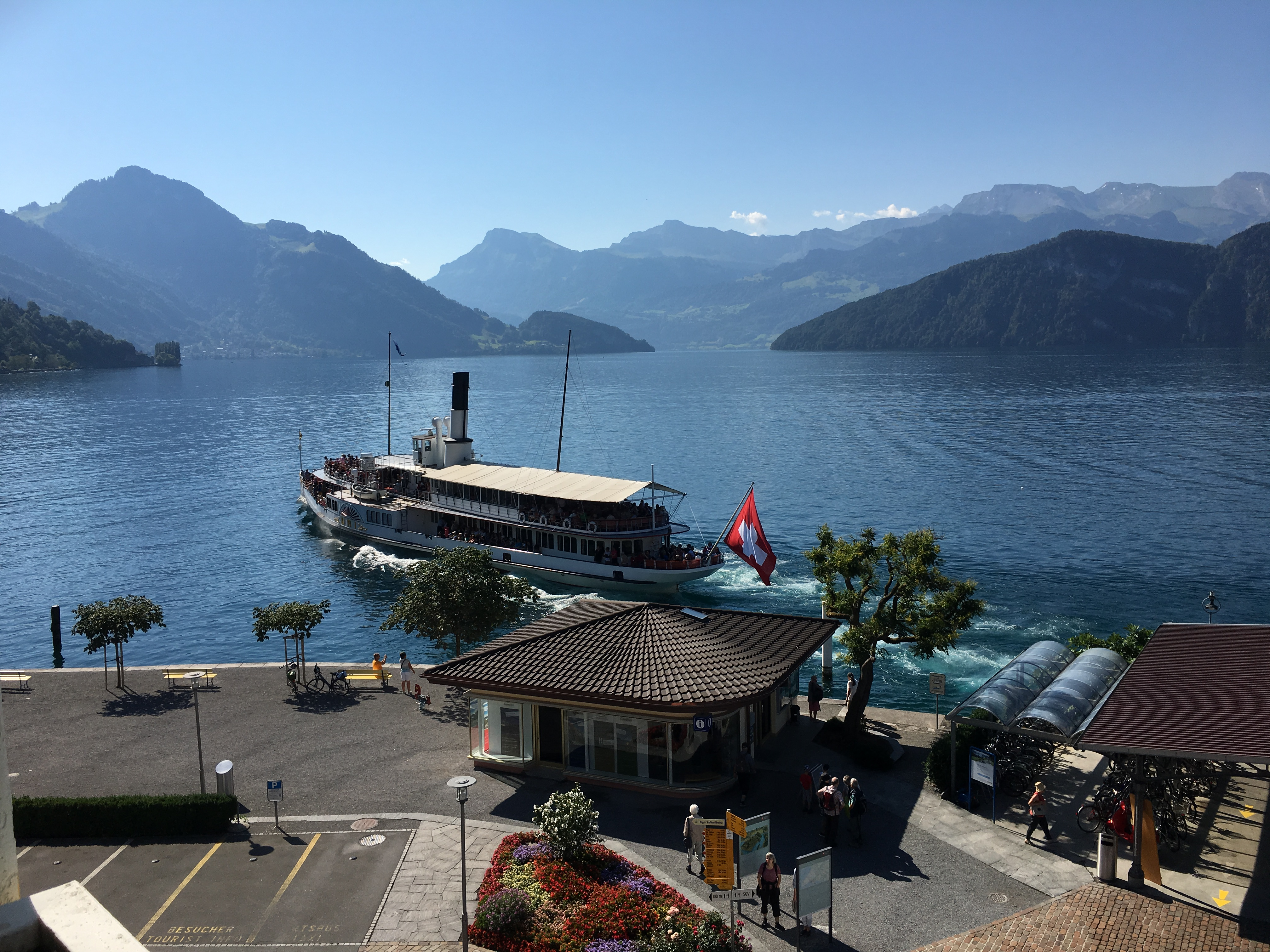
Blick von Weggis über das Weggiserbecken in Richtung Vitznau. Im Vordergrund DS Uri.

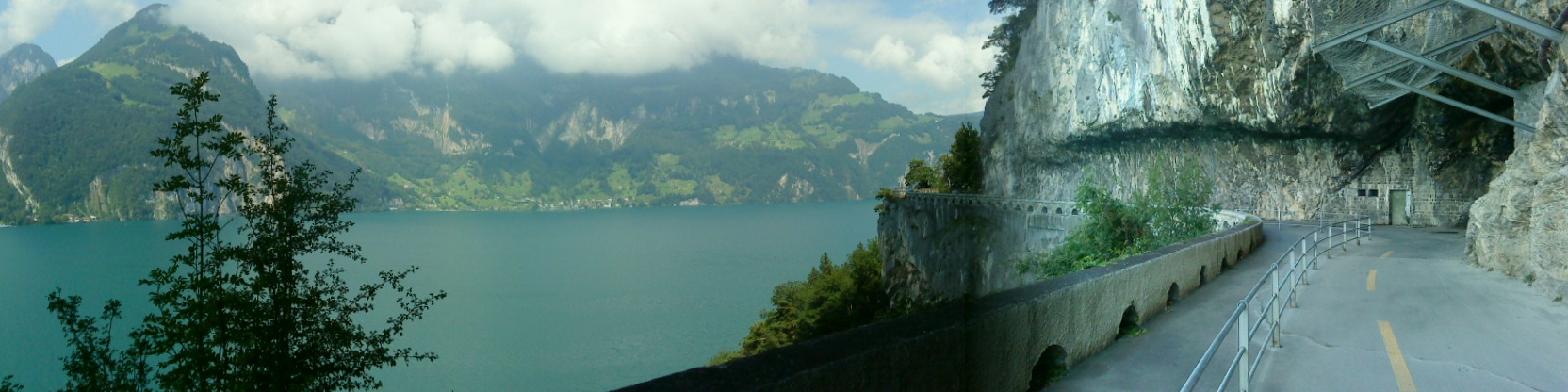
Rad-/Fussweg am Vierwaldstättersee

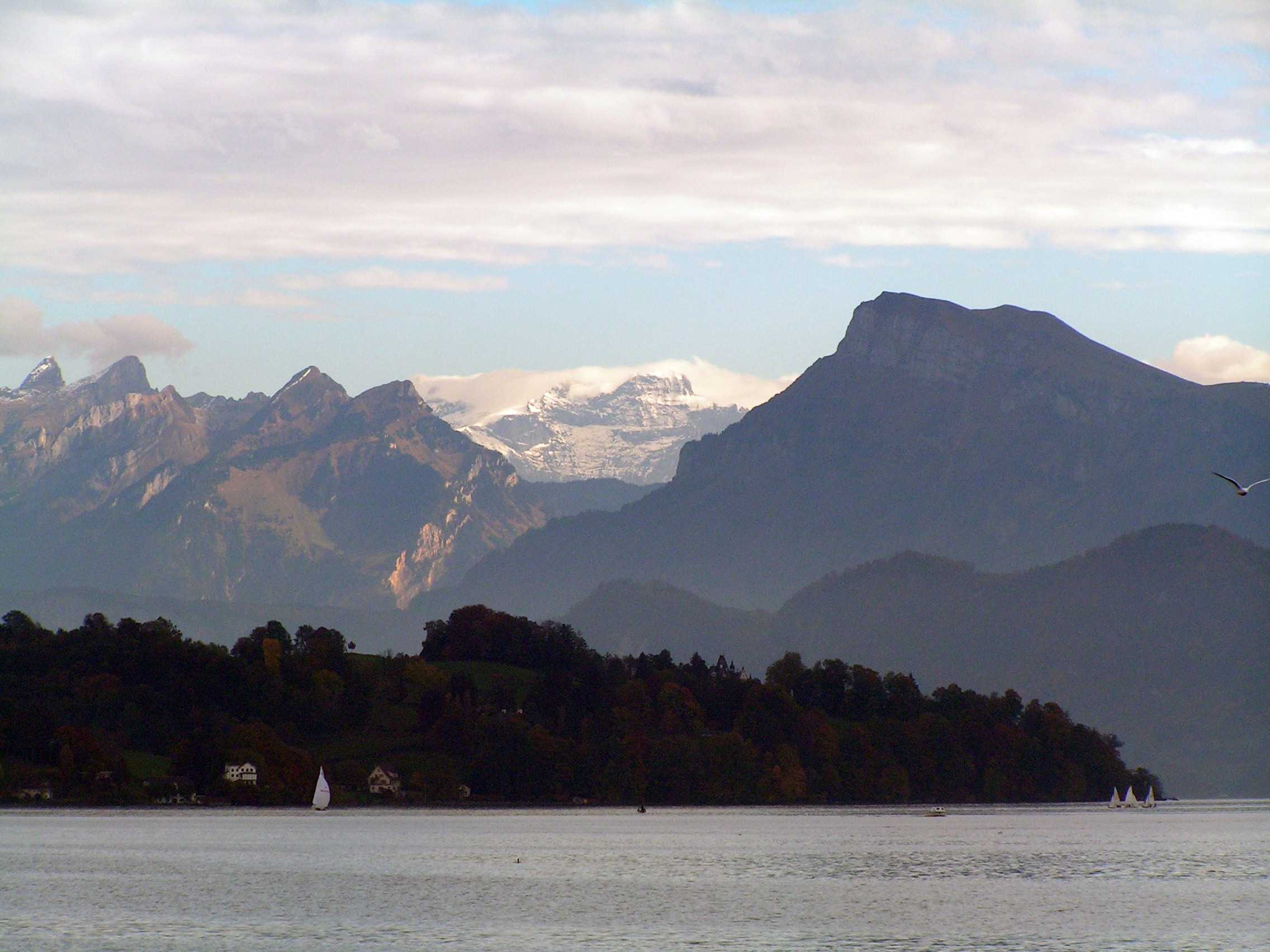
Der Vierwaldstättersee bei Luzern

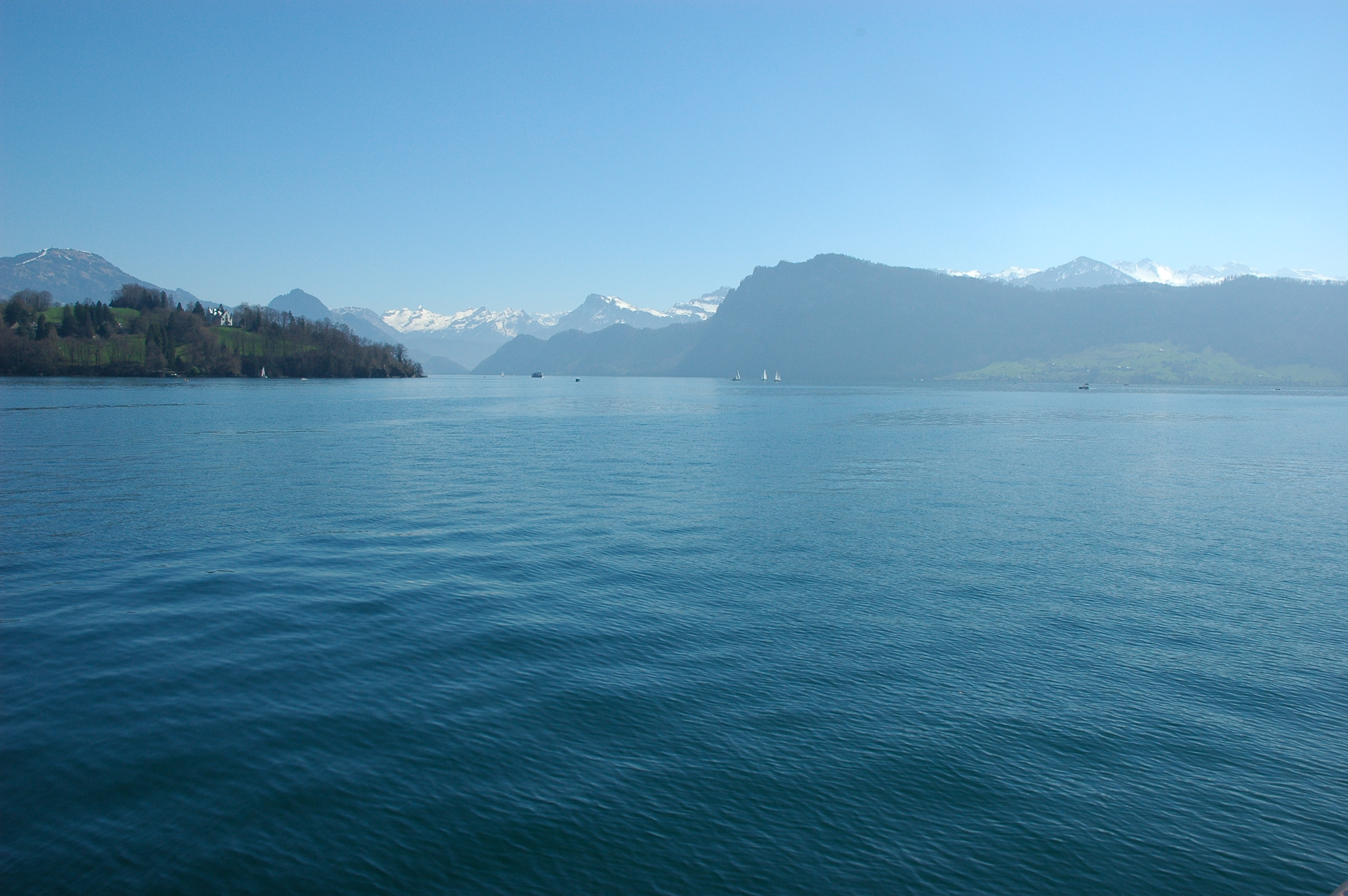
Bürgenstock Kehrsiten

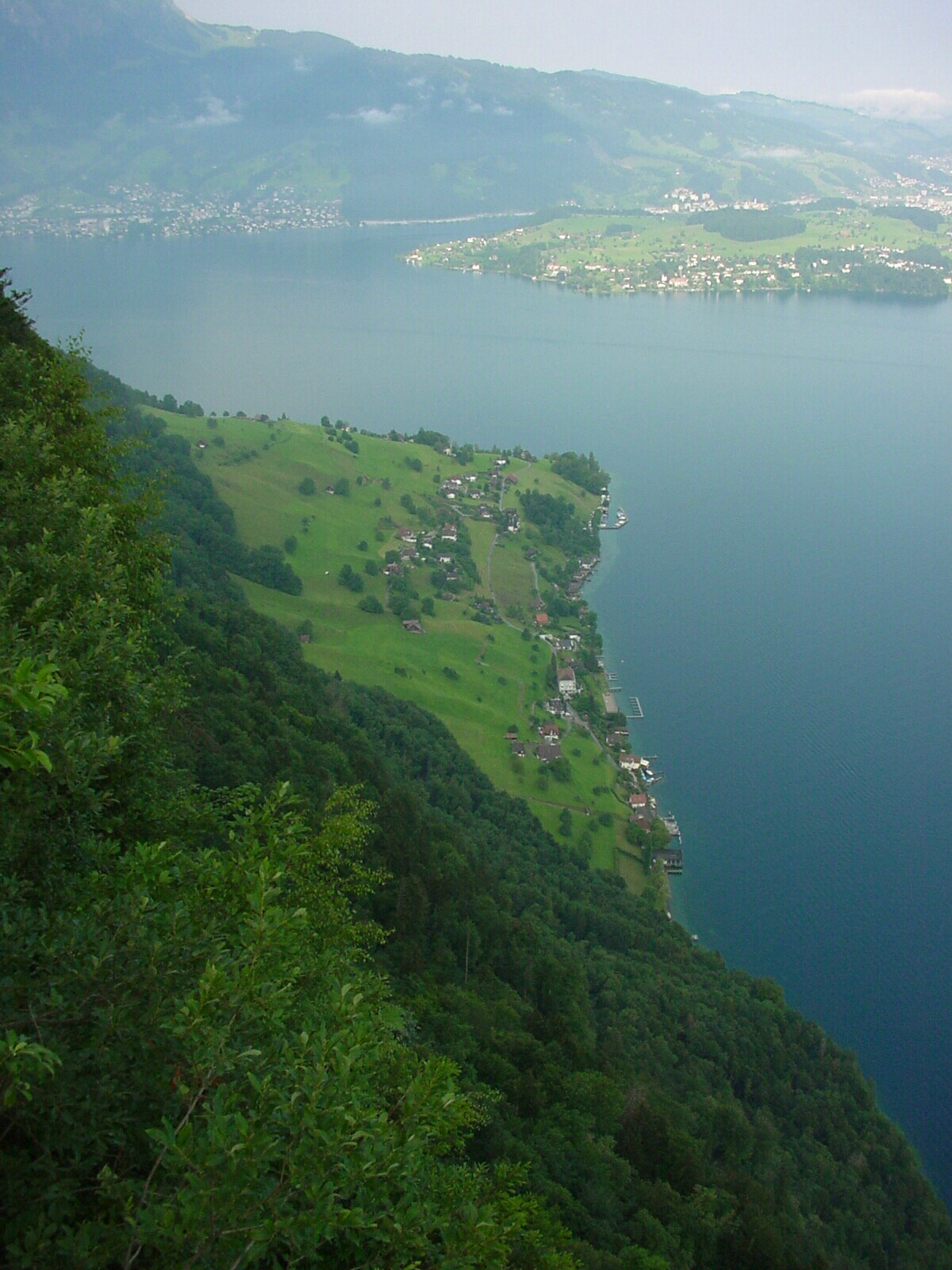
Blick auf den See vom Bürgenstock

Der Vierwaldstättersee besteht aus mehreren Seebecken und Buchten:
- Der Urnersee erstreckt sich von der Einmündung der Reuss bei Seedorf 11 km in nördlicher Richtung bis nach Brunnen.
- Der Gersauer See (auch Gersauer Becken oder Gersauerbecken) führt 14 km von Ost nach West von Brunnen nach Ennetbürgen, wo die Engelberger Aa in den See mündet. In der Mitte zwischen Beckenried und Gersau erreicht der See mit 214 m Tiefe seine tiefste Stelle.
- Der Chrüztrichter (Kreuztrichter) bildet im Westen des Weggiser Beckens das eigentliche Zentrum des nördlichen Seeteils. Von ihm zweigen vier Hauptarme (Trichter) ab:
  - Das Weggiserbecken (östlicher Arm des Kreuztrichters) liegt südlich von Weggis und verläuft von Ost nach West. Es führt zwischen Hertenstein im Norden und dem Bürgenstock im Süden hin zur Seemitte. Es wird auch Vitznauerbecken genannt.
  - Der Stanser Trichter (südwestlicher Arm des Kreuztrichters). Im Südwesten davon liegen
    - die Horwerbucht und
    - der Alpnachersee, der zwischen Acheregg und Stansstad durch eine nur 100 Meter breite Engstelle, über die eine Brücke führt, vom restlichen See abgetrennt wird und am Südfuss des Pilatus liegt.

  - Der Küssnachtersee (nordöstlicher Arm aus dem Kreuztrichter) zweigt zwischen Hertenstein und Meggenhorn in nordöstlicher Richtung nach Küssnacht, am Nordrand des Rigimassivs gelegen, ab.
  - Der relativ kurze Luzernersee (auch Luzerner Bucht) ist zugleich nordwestlicher Arm des Kreuztrichters und Schlussteil des Sees. Er verläuft nach Nordwesten nach Luzern.

### Dreikantonsecken
Dreikantonsecken finden sich im Gersauer Becken (Kantone Nidwalden, Schwyz und Uri)  und bei der Seeenge Nas (Kantone Luzern, Nidwalden und Schwyz) .

### Abfluss
In Luzern verlässt die Reuss den See, kontrolliert mit einem Regulierwehr, und fliesst durch das Mittelland zur Aare.

### Strömungen
Durch das verhältnismässig warme Wasser der Reuss und den Föhn, der das Wasser ständig umschichtet, ist der Urnersee am Grund wärmer und leichter als das Wasser im Gersauer Becken. Durch diesen Temperaturunterschied strömen jeden Frühling gewaltige Wassermassen vom Gersauer Becken in die Tiefen des Urnersees. Ähnliche Tiefenwasserströmungen bestehen auch vom Alpnachersee in das Gersauer Becken.

### Wasserqualität und Temperaturen
Das Wasser bleibt durchschnittlich dreieinhalb Jahre im Seebecken und hat Trinkwasserqualität. Die Eidgenössische Forschungsanstalt für Limnologie der Eawag überwacht die Wasserqualität. Im Sommer erreicht der See eine Temperatur von 22 °C. 1929 und 1963 froren der Alpnachersee und die Luzerner Bucht zu. Aus dem 17. und 19. Jahrhundert sind Vereisungen des ganzen Vierwaldstättersees dokumentiert. 1684 und 1685 konnte das Gersauer Becken auf dem Eis überquert werden.

### Klima und Vegetation
Das Klima rund um den föhnbegünstigten und von Bergen geschützten Vierwaldstättersee ist im Vergleich zu anderen Regionen der deutschsprachigen Schweiz relativ mild; die Vegetation gleicht zum Teil derjenigen des Kantons Tessin. Die mittlere Tageshöchst-/-tiefsttemperatur beträgt in Luzern 2,6 °C (Januar) und 23,5 °C (Juli). In Altdorf südlich des Sees liegen die Werte bei 3,9 °C (Januar) und 23,0 °C im Juli (Klimamittel der Jahre 1961–1990). An den Seeufern wachsen Hanfpalmen, Feigen, Yuccas, Zypressen, Opuntien, Edelkastanien und andere südländische Pflanzenarten.
Die Edelkastanien wurden bis ins 19. Jahrhundert wirtschaftlich als Nahrungsmittel genutzt. Mit der Verbreitung der Kartoffel nahm die Bedeutung der Kastanie jedoch ab. Noch heute findet in Greppen regelmässig ein Kastanienmarkt, die sogenannte Chestene-Chilbi, statt. An den Marktständen werden Kastanienprodukte und regionale Spezialitäten angeboten.

### Naturgefahren

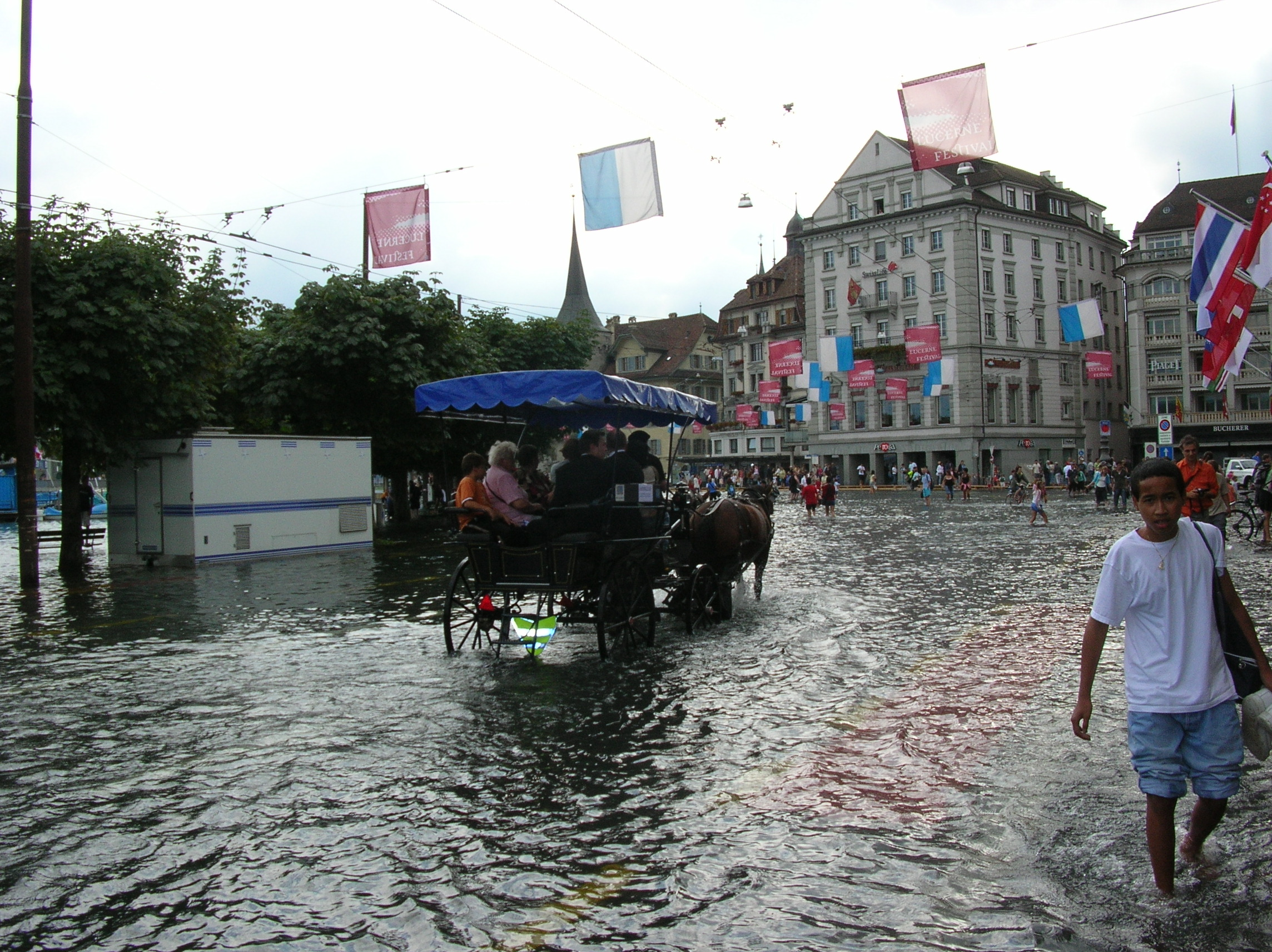
Hochwasser in Luzern August 2005

Nach dem Erdbeben vom 18. September 1601 entstanden Tsunamis im Vierwaldstättersee mit vermutlich bis zu 4 Meter hohen Flutwellen. Ein weiteres solches Ereignis soll im Jahr 1687 stattgefunden haben. Auch vom Genfersee ist ein Binnentsunami-Ereignis aus dem Jahr 563 bekannt, und vom Lauerzersee aus dem Jahr 1806.
Die Folgen der allgemeinen Erderwärmung in den Alpen werden auch für den Vierwaldstättersee und seine Umgebung diskutiert. Das Hochwasser 2005 mit diversen Muren und Erdrutschen könnte als Warnsymptom verstanden werden.
Seit 1861 wird der Wasserspiegel des Vierwaldstättersees durch die Reusswehranlage in Luzern etwa zwei bis drei Meter über dem natürlichen mittleren Wasserstand gehalten.

## Verkehr

### Schifffahrt
Auf dem See verkehren die Schiffe der Schifffahrtsgesellschaft des Vierwaldstättersees (SGV) zu den zahlreichen Schiffstationen. Bis zum Bau der Axenstrasse in den Jahren 1863 bis 1865 war der Wasserweg die einzige aus dem Norden mögliche Verbindung zum Kanton Uri, zum Gotthardpass und damit auch der einzige Weg von den Städten im Nordwesten Europas nach Mailand und zu den italienischen Häfen am Mittelmeer. Das gilt auch für die Pilgerwege des Mittelalters nach Rom. Noch heute verkehren auf dieser Strecke die grossen Raddampfer der SGV Stadt Luzern (das Flaggschiff der SGV), Uri, Unterwalden, Gallia und Schiller.

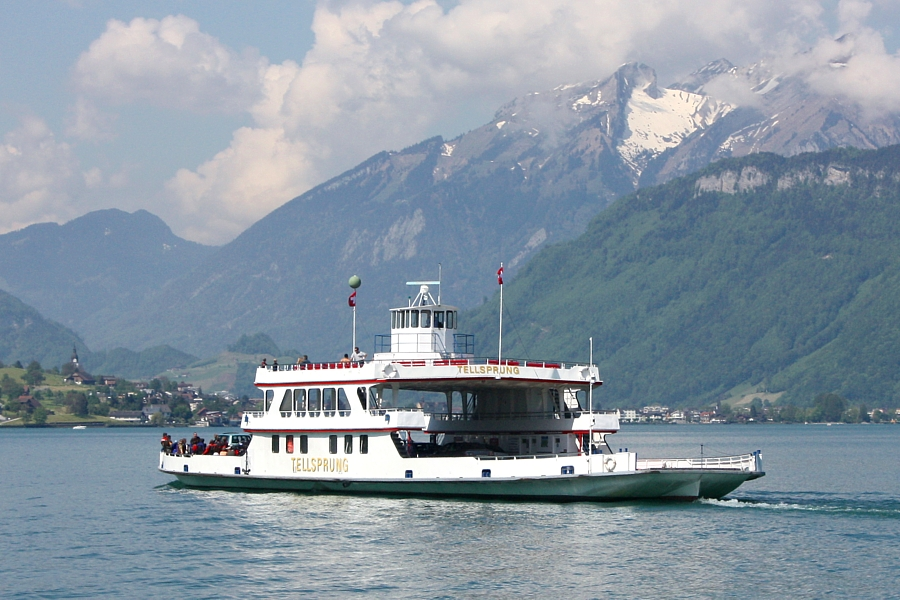
Autofähre Beckenried–Gersau

Zwischen Beckenried und Gersau verkehrt die Autofähre Beckenried–Gersau. Auf dem See fahren ausserdem Lastschiffe privater Transportunternehmen.
Beim Zusammenstoss des Nauens Schwalmis mit dem Motorschiff Schwalbe vor Horw starben am 12. Oktober 1944 zwanzig Gäste einer 33-köpfigen Hochzeitsgesellschaft aus der Region Entlebuch. Die Unfallursache konnte nicht restlos geklärt werden. Es war das bislang grösste Unglück der Schweiz mit einem motorisierten Schiff.

#### Schiffländen
Orte mit Schifflände der Personenschifffahrt, nach Seeteil, dann von Süden nach Norden, grossteils von der SGV bedient:
| Name                          | Abk. | Lage                                   | Seeteil          | Kt. | ⊙                                          | Bild | Anmerkungen       |
| ----------------------------- | ---- | -------------------------------------- | ---------------- | --- | ------------------------------------------ | ---- | ----------------- |
| Seedorf UR (See)              | SEED | Seedorf                                | Urnersee         | UR  | !546.8900415508.5988795 46.890041 8.598879 | BW   |                   |
| Flüelen (See)                 | FLS  | Flüelen, beim Bahnhof Flüelen          | Urnersee         | UR  | !546.9027955508.6239655 46.902795 8.623965 | 2009 |                   |
| Isleten-Isenthal              | ISLI | Bauen: Isleten                         | Urnersee         | UR  | !546.9198035508.5958285 46.919803 8.595828 | 2019 |                   |
| Tellsplatte                   | TELP | Sisikon: Tellsplatte                   | Urnersee         | UR  | !546.9340635508.6126405 46.934063 8.61264  | 2011 |                   |
| Bauen (See)                   | BAUE | Bauen                                  | Urnersee         | UR  | !546.9352985508.5805565 46.935298 8.580556 | 2023 |                   |
| Sisikon (See)                 |      | Sisikon                                | Urnersee         | UR  | !546.9482125508.6192385 46.948212 8.619238 | 2022 |                   |
| Rütli                         | RULI | Rütli                                  | Urnersee         | UR  | !546.9703605508.5933315 46.97036 8.593331  | 2021 |                   |
| Treib                         | TREI | Seelisberg: Treib                      | Urnersee         | UR  | !546.9872685508.5857515 46.987268 8.585751 | 2022 |                   |
| Brunnen (See)                 | BRUS | Brunnen                                | Urnersee         | SZ  | !546.9936805508.6053525 46.99368 8.605352  | 2019 |                   |
| Beckenried (See)              | BECK | Beckenried                             | Gersauer Becken  | NW  | !546.9670875508.4756175 46.967087 8.475617 | 2005 |                   |
| Beckenried Niederdorf (Fähre) |      | Beckenried                             | Gersauer Becken  | NW  | !546.9721545508.4594565 46.972154 8.459456 | BW   | Autofähre         |
| Buochs (See)                  | BUO  | Buochs                                 | Gersauer Becken  | NW  | !546.9754415508.4264785 46.975441 8.426478 | 2011 |                   |
| Ennetbürgen (See)             | ENNE | Ennetbürgen                            | Gersauer Becken  | NW  | !546.9878285508.4212935 46.987828 8.421293 | \|   |                   |
| Gersau (See)                  | GESA | Gersau                                 | Gersauer Becken  | SZ  | !546.9907235508.5261935 46.990723 8.526193 | 2015 |                   |
| Gersau Förstli (Fähre)        |      | Gersau                                 | Gersauer Becken  | SZ  | !546.9920705508.5028665 46.99207 8.502866  | 1954 | Autofähre         |
| Rotschuo                      | ROUO | Gersau: Rotschuo                       | Gersauer Becken  | SZ  | !546.9931415508.4880825 46.993141 8.488082 | BW   |                   |
| Kehrsiten-Bürgenstock         | KEBU | Kehrsiten, Talstation Bürgenstock-Bahn | Vitznauerbecken  | NW  | !547.0030465508.3824375 47.003046 8.382437 | 1954 |                   |
| Vitznau                       | VTZ  | Vitznau                                | Vitznauerbecken  | LU  | !547.0094035508.4824655 47.009403 8.482465 | 2020 |                   |
| Hertenstein (See)             | HRST | Weggis: Hertenstein                    | Vitznauerbecken  | LU  | !547.0269035508.4034805 47.026903 8.40348  | 2019 |                   |
| Weggis                        | WEG  | Weggis                                 | Vitznauerbecken  | LU  | !547.0314895508.4332185 47.031489 8.433218 | 2022 |                   |
| Meggen (See)                  |      | Meggen                                 | Küssnachtersee   | LU  | !547.0447335508.3793755 47.044733 8.379375 | BW   |                   |
| Greppen                       | GREP | Greppen                                | Küssnachtersee   | LU  | !547.0562645508.4268165 47.056264 8.426816 | 2014 |                   |
| Merlischachen (See)           |      | Merlischachen                          | Küssnachtersee   | SZ  | !547.0639465508.4074055 47.063946 8.407405 | BW   |                   |
| Küssnacht am Rigi (See)       |      | Küssnacht am Rigi                      | Küssnachtersee   | SZ  | !547.0800735508.4388415 47.080073 8.438841 | 2015 |                   |
| Kastanienbaum (See)           | KABM | Kastanienbaum                          |                  | LU  | !547.0081195508.3410845 47.008119 8.341084 | BW   |                   |
| St. Niklausen LU (See)        |      | St. Niklausen                          |                  | LU  | !547.0199995508.3412985 47.019999 8.341298 | BW   |                   |
| Alpnachstad (See)             |      | Alpnachstad                            | Alpnachersee     | OW  | !546.9557685508.2788045 46.955768 8.278804 | 2011 |                   |
| Rotzloch                      |      | Stansstad: Rotzloch                    | Stanser Trichter | NW  | !546.9656765508.3291525 46.965676 8.329152 | BW   |                   |
| Stansstad (See)               |      | Stansstad                              | Stanser Trichter | NW  | !546.9806865508.3362415 46.980686 8.336241 | 2016 |                   |
| Hergiswil (See)               |      | Hergiswil                              | Stanser Trichter | NW  | !546.9845325508.3125875 46.984532 8.312587 | BW   |                   |
| Kehrsiten Dorf                | KEDO | Kehrsiten                              | Stanser Trichter | NW  | !547.0003905508.3657975 47.00039 8.365797  | BW   |                   |
| Meggenhorn                    | MEGH | Meggen: Meggenhorn                     | Luzerner Bucht   | LU  | !547.0337165508.3542955 47.033716 8.354295 | 2014 |                   |
| Tribschen                     | LZTR | Luzern: Tribschen                      | Luzerner Bucht   | LU  | !547.0420515508.3307015 47.042051 8.330701 | 2017 |                   |
| Hermitage                     | HRMG | Luzern                                 | Luzerner Bucht   | LU  | !547.0425915508.3497475 47.042591 8.349747 | 1948 |                   |
| Seeburg                       | LZSB | Luzern                                 | Luzerner Bucht   | LU  | !547.0457945508.3447935 47.045794 8.344793 | 2013 | keine Kursschiffe |
| Verkehrshaus-Lido             | LZVS | Luzern: Verkehrshaus                   | Luzerner Bucht   | LU  | !547.0511285508.3349135 47.051128 8.334913 | 2005 |                   |
| Luzern Bahnhofquai            | LZBQ | Luzern: beim Bahnhof Luzern            | Luzerner Bucht   | LU  | !547.0512695508.3101855 47.051269 8.310185 | 2017 |                   |
| Luzern Schweizerhofquai       | LZSQ | Luzern: Schweizerhofquai               | Luzerner Bucht   | LU  | !547.0536585508.3099545 47.053658 8.309954 | \|   |                   |

### Strasse und Schiene
Seit dem Bau der Gotthardstrasse, der Gotthardbahn (Eröffnung 1882), der Gotthardautobahn (1982) und der Eisenbahnschnellfahrstrecken von AlpTransit (NEAT) zum Gotthard-Basistunnel (2016) tangieren grosse internationale Verkehrswege die Gegend um den Vierwaldstättersee. In Flüelen wechselten vor dem Bau der Gotthard-Eisenbahn die Reisenden von den Bergpässen vom Maultier oder der Postkutsche auf das Schiff. 
Am östlichen Ufer führt die Axenstrasse mit vielen Tunnels und Galerien von Flüelen über Sisikon nach Brunnen. Sie ist Bestandteil der A4. Die Bahnlinie führt mehrheitlich durch Tunnel von Flüelen nach Brunnen. Auf dem Weg nach Küssnacht und Weggis erinnern einige alte, restaurierte Hotelbauten an den frühen Schweiz-Tourismus im 19. Jahrhundert.
Zwischen Hergiswil und Stansstad führen Strassenbrücken (Kantonsstrasse und Autobahn A2) und eine Eisenbahnbrücke der Luzern-Stans-Engelberg-Bahn bei der Lopper-Halbinsel über eine Landenge im See.
Der 1991 auf alten Verkehrswegen angelegte Wanderweg Weg der Schweiz führt rund um den südlichen Teil des Sees, den Urnersee und dabei auch zur Rütli-Wiese und dem Platz der Auslandschweizer.

### Luftverkehr
Zwischen Buochs und Ennetbürgen bei Stans liegt der Flugplatz Buochs, der früher fast nur von der Schweizer Armee und den Pilatus-Flugzeugwerken benutzt wurde. Heute steht der Flugplatz dem zivilen Flugverkehr offen. Der Militärflugplatz Alpnach wird von der Schweizer Armee als Helikopterbasis genutzt.
Hängegleiter und Gleitschirme nutzen bei geeignetem Wetter die Thermik der Felswände über den steilen Ufern des Sees. Die beliebtesten Fluggebiete für Gleitschirme um den Vierwaldstättersee sind der Pilatus, die Rigi, das Gebiet von Emmetten, das Stanserhorn und das ganze Engelbergertal. Beim Fliegen sind die Kontrollzonen der Flugplätze Alpnach, Buochs und Emmen zu beachten.

## Geschichte
Zu den frühesten menschlichen Spuren am See gehörten die neolithischen Seeufersiedlungen aus dem 5. bis 4. Jahrtausend v. Chr. bei Stansstad-Kehrsiten. Zahlreiche Ortsnamen weisen auf eine keltische, später gallorömische Besiedlung hin. In Alpnach fand sich eine römische Villa. Spätestens im 7. Jahrhundert liessen sich Alemannen nieder.
Am Ausfluss der Reuss entstand im 12. und 13. Jahrhundert die Stadt Luzern, rund um den See die Länderorte Uri, Schwyz und Unterwalden. Diese erlangten die Hoheit über das sie verbindende Gewässer bis hin zur Seemitte, sieht man von der Fläche in der Verlängerung des Bürgenbergs bis vor Hertenstein ab. Diese gelangte 1378 zusammen mit dessen Nordflanke an Luzern. Dennoch kam es bis 1967 – zwischen Nidwalden und Luzern – zu Auseinandersetzungen um Fischereirechte und Grenzstreitigkeiten. Da es extrem schwierig war, Strassen um den See zu bauen, war das Gewässer zugleich eine Hauptverkehrsader.
Kirchlich bildete der Raum vom Hochmittelalter bis 1821 das Dekanat Luzern bzw. das Vierwaldstätterkapitel im Bistum Konstanz. Danach wurde der Raum auf die Bistümer Chur und Basel aufgeteilt. Über den See oder an ihm entlang führten früher Pilgerwege nach Rom. Auch der westwärts nach Santiago de Compostela führende Jakobsweg führt von Einsiedeln nach Brunnen. Von hier führt er weiter westlich mit dem Schiff nach Luzern oder über den Alpnachersee nach Süden zum Brünigpass.
Im Gegensatz zum offenen See, auf dem frei gefischt werden durfte, gehörten die Uferstreifen zur Gemeinmarch der Siedlungsgenossen. Nur ihre Fischer durften dort ausfahren. Daneben bestanden herrschaftliche Rechte wie die Fischämter von St. Leodegar in Luzern. Aus derlei Organisationsformen gingen etwa 1465 die Luzerner Rohrgesellen oder 1607 die St.-Niklausen-Bruderschaft von Stansstad hervor. Auch hier konnten Fischereirechte zu heftigen Auseinandersetzungen führen, wie 1655 zwischen Luzern und Nidwalden. Statuten für den Fischmarkt finden sich in Luzern schon im ältesten Ratsbüchlein (um 1318).
Nach der Helvetik wurde die Fischerei in allen Orten zu einem Hoheitsrecht der Kantone. 1890 schlossen sich die Kantone zum Fischereikonkordat Vierwaldstättersee zusammen. Noch Ende des 20. Jahrhunderts beschäftigten 27 Betriebe rund 40 Vollzeitarbeitskräfte.
Der regionale Markt mit Luzern als Mittelpunkt und der Verkehr über den Gotthard führten zum Aufbau eines Transportwesens. In Flüelen wurde 1313 ein Reichszoll erwähnt, Anfang des 14. Jahrhunderts sind in Luzern Lagerhäuser bezeugt, ähnlich wie in anderen Orten.
Im 17. Jahrhundert bestanden in Alpnach fünf Fahrrechte, in Brunnen arbeiteten 60 Schiffsleute. 1687 kam es zum Abschluss eines Schifffahrtsvertrags, der bis ins 19. Jahrhundert Bestand hatte. 1837 begann die Dampfschifffahrt, 1870 entstand die Schifffahrtsgesellschaft des Vierwaldstättersees. Sie verdrängte die lokalen Schifffahrtsgenossenschaften. Ab 1859 entstand im Einzugsgebiet des Sees ein Eisenbahn-, Bergbahn- und Strassennetz, was den Tourismus stark anwachsen liess und eine entsprechende Infrastruktur hervorbrachte. Ab Ende des 19. Jahrhunderts wurde die Sand- und Kiesgewinnung zu einem expandierenden Industriezweig.
1859–1860 wurde mit dem Bau des Luzerner Nadelwehrs die Basis für eine Regulierung des Wasserpegels gelegt. Zugleich belasteten Kiesabbau, das Wachstum der Orte und der unkontrollierte Häuserbau, dazu Gewässerverschmutzung und Wassersport den See. Daher entstand 1916 das Hydrobiologische Laboratorium (1960 in die ETH Zürich integriert), das im Bereich des Gewässerschutzes tätig wurde und bis heute die Kantone berät. 1953 wurde der Gewässerschutz in der Bundesverfassung verankert, aber erst das revidierte Gewässerschutzgesetz von 1971 ermöglichte es schliesslich, die Sanierung des Sees bis 1987 voranzutreiben. Bereits ab 1980 versorgten sich Luzern, Bürgenstock sowie Küssnacht, Horw und Weggis mit Trinkwasser aus dem See. 1973 setzten die Uferkantone einen Landschaftsschutzplan in Kraft, dessen Umsetzung der 1984 gegründete Landschaftsschutzverband Vierwaldstättersee vorantreibt.
Kulturelle und historische Eigenheiten des Seegebietes sind der Kommunalismus, die eigenständige Rezeption der italienischen Renaissance und des Barock oder der Einfluss der Gegenreformation, aber auch die Kleinräumigkeit des lokalen Brauchtums und der Mundarten.
An der Jahresversammlung 2023 der Fischereikommission Vierwaldstättersee wurde ein Verbot von Live-Sonar-Geräten beschlossen, welches per 1. September 2023 in Kraft trat. Im Dezember 2023 wurde bekannt, dass eine Gruppe von Fischern Klage gegen das Verbot beim Bundesgericht einreichte.

## Tourismus

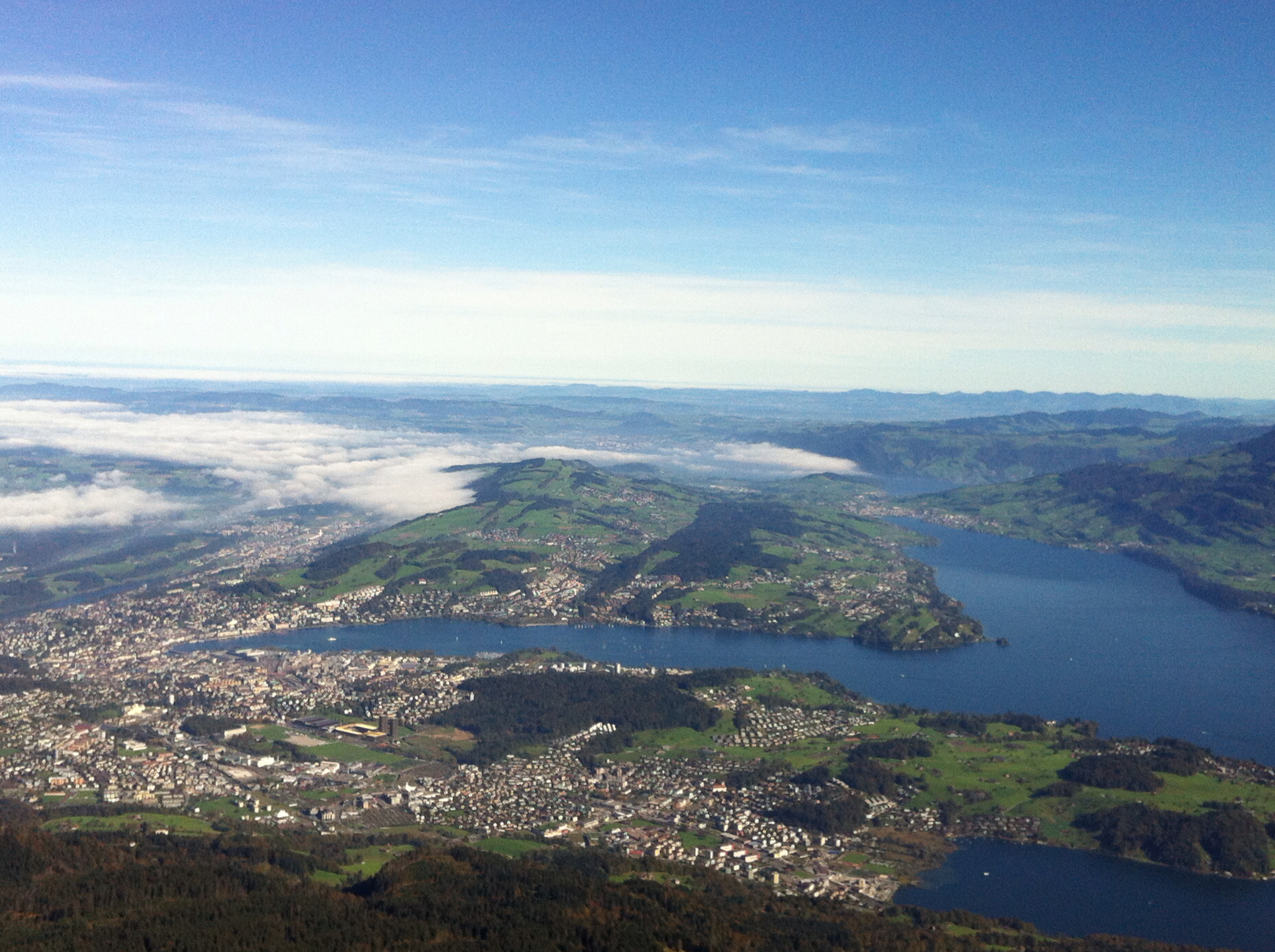
Bei Luzern

Blick von der Axensteinstrasse über den Vierwaldstättersee auf den Urirotstock, 1906

### Fremdenverkehr
Auf dem Weg in den Süden entdeckten Engländer die Bergwelt der Innerschweiz. Es entstanden mehrere Kur- und Badeorte wie Weggis oder Gersau. 1871 eröffnete man die allererste Zahnradbahn Europas, die Vitznau-Rigi-Bahn. 1889 baute man von Alpnachstad auf den Pilatus die heute immer noch steilste Zahnradbahn der Welt. Einen Aufstieg auf die Rigi beschrieb Mark Twain, was in den USA des 19. Jahrhunderts zum Aufblühen des Schweizer Tourismus führte. Auf dem Vierwaldstättersee verkehrt mit fünf Dampfschiffen eine der grössten Dampfschiffflotten Europas.
In der Umgebung des Sees und auf Terrassen in mittlerer Höhe (wie z. B. Morschach und Seelisberg) liegen zahlreiche Tourismusorte. Attraktive Aussichtsberge nahe am Vierwaldstättersee sind die Rigi, der Pilatus, der Bürgenstock, das Stanserhorn, das Buochserhorn, die beiden Mythen, der Uri Rotstock und der Fronalpstock. Die meisten davon sind mit Bergbahnen erreichbar, die teilweise ihre Talstation in der Nähe von Schiffstationen am See haben.
Am See befinden sich zahlreiche Örtlichkeiten mit Bedeutung in der Schweizer Kultur- und Tourismusgeschichte: Rütli, Tellsplatte, Tellskapelle, Schnitzturm von Stansstad, Neu-Habsburg, Schillerstein, Treib, Astrid-Kapelle (Küssnacht) und Schloss Meggenhorn.

### Wassersport
In den einzelnen Seebereichen sind wegen der Wasser- und der Windverhältnisse verschiedene Sportarten möglich. Von Boots- und Yachthäfen, See- und Strandbädern (z. B. das 1929 von Arnold Berger gebaute Strandbad Lido in Luzern) und von andern Uferabschnitten aus ist der See zugänglich. 1881 wurde der See-Club Luzern gegründet, der heute der grösste Ruderclub der Schweiz ist, 1904 der Ruderclub Reuss Luzern. Seit 1941 besteht der Yachtclub Luzern, der am Churchill-Quai in Luzern seit 1966 ein Bootshaus und ein Bojenfeld betreibt. Der im Jahr 1958 gebildete Wassersportclub Brunnen führte in den ersten Jahren seines Bestehens auf dem Vierwaldstättersee internationale Motorbootrennen und Wasserskimeisterschaften durch. 1965 wählte der Verein den neuen Namen Wassersport-Club Vierwaldstättersee. 1980 entstand der Motorbootclub Zentralschweiz, 1986 der Wassersportclub Hergiswil. SchweizMobil hat eine Kanutour über den Vierwaldstättersee zwischen Brunnen und Gersau beschrieben. Der südliche Teil des Urnersees zwischen dem Campingplatz am Gruonbachstrand in Flüelen und Isleten ist wegen des Windes im Reusstal ein Zentrum des Windsurfens.

### Tauchsport
Es gibt etwa zehn Plätze, an denen man ohne Boot im Vierwaldstättersee tauchen kann. Das Wasser ist ganzjährig eher kühl und deshalb meist sehr klar. Die zerklüftete Steilwand bei Sisikon, am nördlichen Portal des Schieferneggtunnels, kann man seit einem Erdrutsch und dem Verschütten eines Parkplatzes, der auch als Einstieg genutzt wurde, nicht mehr von Land aus betauchen. Vor Brunnen liegt das Lediwrack Bruno auf 15 Meter Tiefe. Weitere bekannte Tauchplätze liegen vor Vitznau, Weggis, Gersau und Hergiswil.

## Wirtschaft

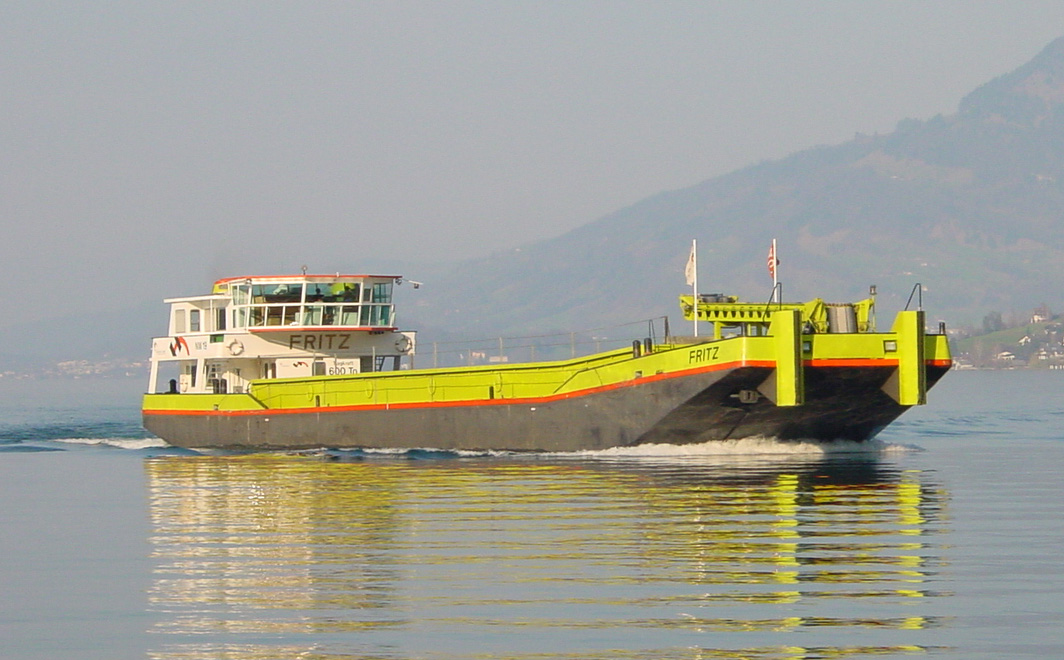
Nauen Fritz, Transportschiff auf dem Vierwaldstättersee

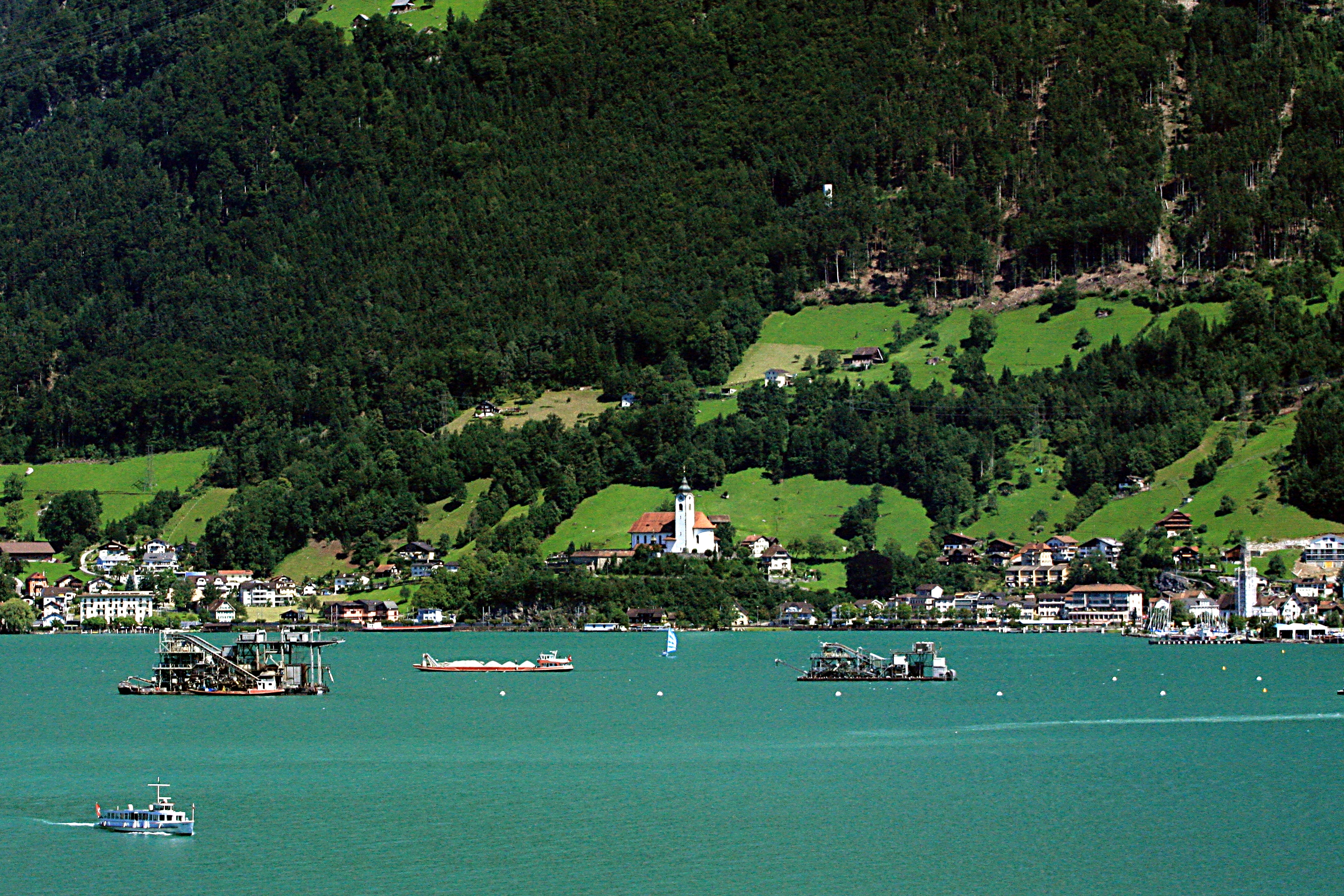
Schwimmbagger, Nauen und Motorboot bei Flüelen

In mehreren Gemeinden am Vierwaldstättersee befinden sich an den leicht zugänglichen Bergflanken im Uferbereich seit Jahrhunderten Steinbrüche, die teilweise noch heute genutzt werden. Das Gestein gelangt auf dem Seeweg kostengünstig zu Verbrauchern oder Bahnhöfen. Die auffälligen Eingriffe in die Naturlandschaft stiessen schon früh auf Kritik seitens der Landschaftsschutzorganisationen. 1930 wies ein Bericht auf die Zunahme der Grossanlagen hin: «Zwei Steinbrüche [liegen] im Urner See zwischen Seedorf und Isleten, vier zwischen Beckenried und Treib, einer in der Matt unter dem Bürgenstock, einer zwischen Kehrsiten und Stansstad, fünf im Alpnachersee, einer am Lopperberg zwischen Stansstad und Hergiswil, einer bei Greppen, einer zwischen Vitznau und Gersau, zwei zwischen Gersau und Brunnen.» Bei Kehrsiten am Bürgenstock baut die Holcim in einem Schotterwerk harten Kieselkalk ab, der auch in den Brüchen Schwibogen und Rotzloch gewonnen wird, während vier andere Nidwaldner Steinbrüche im Uferbereich aufgelassen sind. Der Landschaftsschutzverband Vierwaldstättersee begleitet die Entwicklung einzelner Steinbruchprojekte.
Seit 1891 baut das Unternehmen Arnold & Co. Sand- und Kieswerk AG bei Flüelen mit Schwimmbaggern Kies aus dem Schwemmfächer vor dem Delta der Reuss ab, wofür es dem Kanton Uri Konzessionsgebühren entrichtet. Heute sind nur noch der vierte und fünfte Schwimmbagger aus den 1950er- und 1960er-Jahren in umgebautem Zustand im Einsatz. Die Flotte der Arnold & Co. AG umfasst etwa fünfzehn Nauen. Zwischen 2001 und 2005 legte das Unternehmen im Urnersee mit Schutt aus dem NEAT-Stollen Amsteg und der Umfahrung Flüelen sechs Inseln an.
Auch bei Beckenried und anderen Stellen wird vor den Flussmündungen Kies abgebaut.

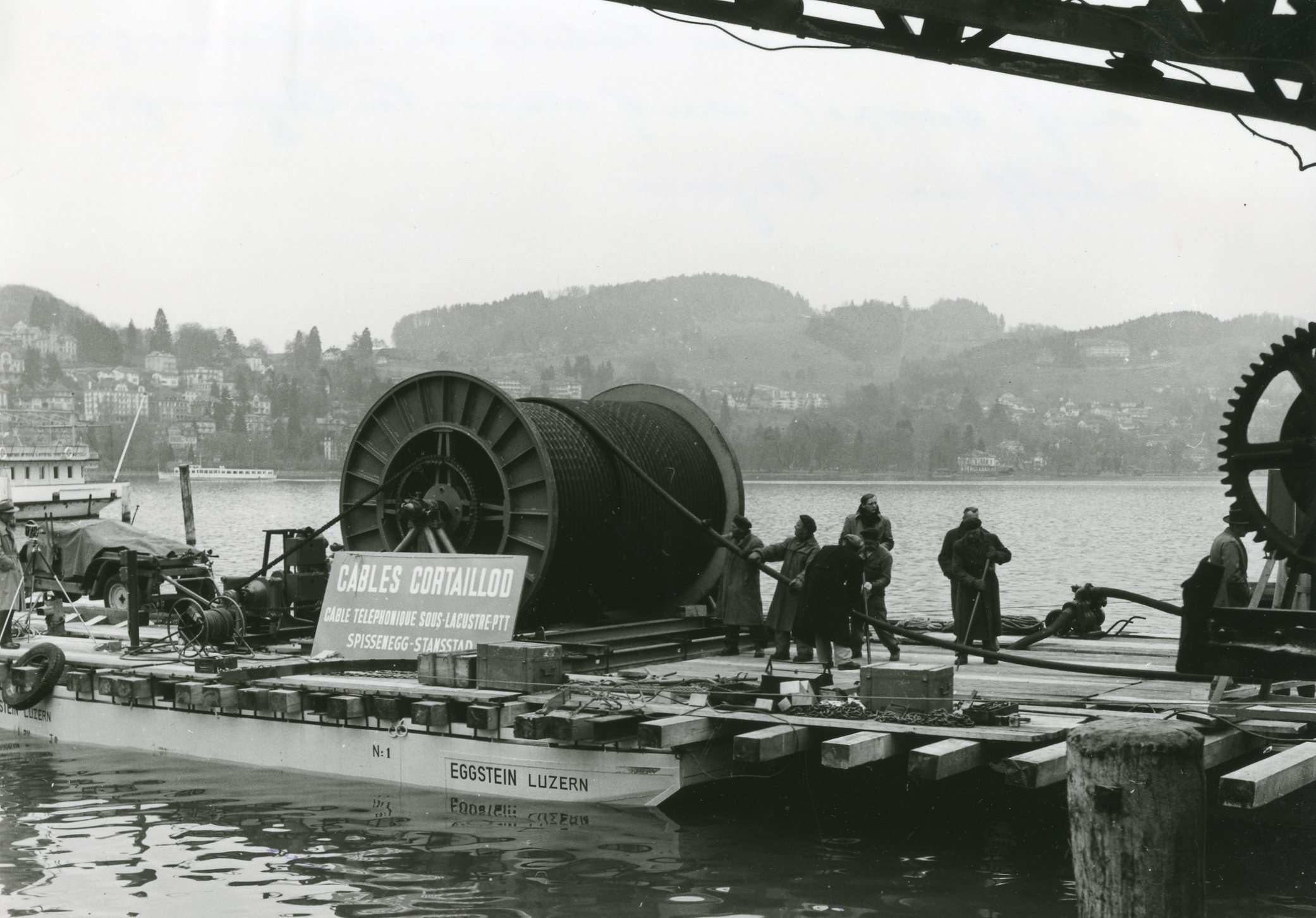
Seekabelverlegung zwischen Spissenegg und Stansstad 1957

Mitte April 1957 wurde ein Telefonkabel von Spissenegg nach Stansstad im See verlegt. Die Teilverkabelung des Vierwaldstättersees hatte zwei Gründe: Die damalige Bezirkskabelanlage war durch den Bau des neuen Autobahnabschnittes Horw–Stans erheblich gefährdet. Der Schutz der Kabel hätte aber zu kostspieligen Sicherungsmassnahmen geführt. Da die Seekabellegung in diesem Fall preiswerter und der Bedarf an zusätzlichen Leitungen gross war, bewilligte die Telefondirektion in Bern das Projekt.
100 Jahre zuvor, 1854, wurde exakt auf dieser Strecke das erste, in den Telegrafenwerkstätten in Bern eigens hergestellte Seetelefonkabel verlegt. Es diente zur Verbindung der anschliessenden oberirdischen Telegrafenlinien Luzern–Brünig–Interlaken.

## Belastung mit Munition
Zwischen 1918 und 1967 entsorgten Schweizer Munitionsfabriken ihre Produktionsabfälle im Vierwaldstätter-, Brienzer- sowie Thunersee. Die Gesamtmenge, welche in bis zu 200 Metern Tiefe im Vierwaldstättersee versenkt wurde, wird auf 3300 Tonnen geschätzt, 2800 Tonnen im Urnersee sowie 500 Tonnen im Gersauer Becken. Das ist eine der grössten Mengen in Schweizer Seen.

## Namensverwandtschaften
- Der Jacobiweiher im Stadtwald von Frankfurt am Main wird im Volksmund seiner Form wegen Vierwaldstättersee genannt.
- Auch ein künstlicher See im Zoo Berlin wird aus dem gleichen Grund Vierwaldstättersee genannt.